# II. třída okresu Chomutov
II. třída okresu Chomutov (Okresní přebor II. třídy) patří společně s ostatními druhými třídami mezi osmé nejvyšší fotbalové soutěže v Česku. Je řízena Okresním fotbalovým svazem Chomutov. Hraje se každý rok od léta do jara se zimní přestávkou. Účastní se ji 16 týmů z okresu Chomutov, každý s každým hraje jednou na domácím hřišti a jednou na hřišti soupeře. Celkem se tedy hraje 30 kol. Vítězem se stává tým s nejvyšším počtem bodů v tabulce a postupuje do I.B třídy Ústeckého kraje – skupiny A, B či C. Poslední dva týmy sestupují do III. třídy okresu Chomutov. Do II. třídy vždy postupuje vítězný tým z každé ze dvou skupin III. třídy (skupiny A a B).

## Vítězové

### II. třída okresu Chomutov
| Ročník    | Vítězný tým                  |
| --------- | ---------------------------- |
| 2003/2004 | TJ Sokol Vilémov             |
| 2004/2005 | 1. FC Spořice                |
| 2005/2006 | TJ Baník Březenecká Chomutov |
| 2006/2007 | SK Černovice                 |
| 2007/2008 | SK Málkov                    |
| 2008/2009 | TJ Sokol Údlice              |
| 2009/2010 | 1. FC Spořice „B“            |
| 2010/2011 | FK Klášterec nad Ohří „B“    |
| 2011/2012 | SK Strupčice „B“             |
| 2012/2013 | FK Jirkov - Kyjice           |
| 2013/2014 | SK Málkov                    |
| 2014/2015 | TJ Slovan Vejprty            |
| 2015/2016 | TJ Sokol Vilémov             |

### II. třída okresu Chomutov skupina východ
| Ročník    | Vítězný tým  |
| --------- | ------------ |
| 2016/2017 | 1. SK Jirkov |
| 2017/2018 | SFK Meziboří |
| 2018/2019 |              |

### II. třída okresu Chomutov skupina západ
| Ročník    | Vítězný tým      |
| --------- | ---------------- |
| 2016/2017 | SKP Kadaň        |
| 2017/2018 | TJ Sokol Vilémov |
| 2018/2019 |                  |